# The Grevillea Book
The Grevillea Book (abreviado Grevillea Book) es un libro ilustrado con descripciones botánicas que fue editado conjuntamente por Peter M. Olde & Neil Marriott. Fue publicado en tres volúmenes en el año 1955.